# Инициал
 Тази статия е за типографското понятие.  За първата буква на име вижте Инициал (име).  
Инициал или заглавка е начална буква на книга, страница или пасаж, украсена с различни елементи, взети от природата или геометрични фигури (като в Асеманиево евангелие). Възниква под влияние на византийските писмени творби, в които всяка първа буква се украсява, или се прави златна. Още при първите глаголически текстове започват да се рисуват и украсяват първите букви, като се използват главно природни мотиви. Скоро инициалът се превръща в неотменна част от текста, ако се съди по оставените писмени работи. „Разцвет“ на този начин на изписване на буквата е XIV в., по времето на Втория Иван-Александров златен век. По-късно, с все по-растящото влияние на книгопечатането, инициалът отпада, и в някои случаи се заменя с обикновена голяма буква в началото на текста.
- Зографското евангелие. На него се вижда инициалът
- Асеманиево евангелие, на което се виждат два инициала